# Льюїс-енд-Кларк (округ, Монтана)
Шаблон:StateAbbr_ 47°07′ пн. ш. 112°23′ зх. д. / 47.11° пн. ш. 112.38° зх. д.
Округ  Льюїс-енд-Кларк (англ. Lewis and Clark County) — округ (графство) у штаті  Монтана, США. Ідентифікатор округу 30049.

## Історія
Округ утворений 1865 року.

## Демографія
За даними перепису 
2000 року 
загальне населення округу становило 55716 осіб, зокрема міського населення було 38451, а сільського — 17265.
Серед мешканців округу чоловіків було 27360, а жінок — 28356. В окрузі було 22850 домогосподарств, 14958 родин, які мешкали в 25672 будинках.
Середній розмір родини становив 2,95.
Віковий розподіл населення поданий у таблиці:
| Стать    | До 15 років | 15-21 | 22-29 | 30-39 | 40-49 | 50-65 | 65-85 | Понад 85 |
| -------- | ----------- | ----- | ----- | ----- | ----- | ----- | ----- | -------- |
| Чоловіки | 5881        | 2879  | 2297  | 3802  | 4854  | 4863  | 2541  | 243      |
| Жінки    | 5660        | 2780  | 2415  | 3973  | 5084  | 4695  | 3217  | 532      |

## Суміжні округи
- Тетон — північ
- Каскейд — схід
- Мар — схід
- Бродвотер — південний схід
- Джефферсон — південь
- Повелл — захід
- Флетгед — північний захід

## Виноски
1. ↑  US Decennial Census. US Census Bureau. Архів оригіналу за 19 липня 2018. Процитовано 28 листопада 2014.
2. ↑  Historical Census Browser. University of Virginia Library. Архів оригіналу за 11 серпня 2012. Процитовано 28 листопада 2014.
3. ↑  Population of Counties by Decennial Census: 1900 to 1990. US Census Bureau. Архів оригіналу за 22 вересня 2018. Процитовано 28 листопада 2014.
4. ↑  Census 2000 PHC-T-4. Ranking Tables for Counties: 1990 and 2000 (PDF). US Census Bureau. Архів оригіналу (PDF) за 18 грудня 2014. Процитовано 28 листопада 2014.
5. ↑  State & County QuickFacts. US Census Bureau. Архів оригіналу за 27 червня 2011. Процитовано 15 вересня 2013.(англ.) Наведено за англійською вікіпедією.
6. ↑  American FactFinder. Бюро перепису населення США. Архів оригіналу за 26 лютого 2012. Процитовано 31 січня 2008.

| США | Це незавершена стаття з географії США. Ви можете допомогти проєкту, виправивши або дописавши її. |